# Sebastian Putz
Sebastian Putz, né le 26 août 2003 à Wiener Neustadt, est un coureur cycliste autrichien.

## Biographie
Sebastian Putz est originaire de Wiener Neustadt, en Basse-Autriche. Passionné par le vélo, il participe à ses premières compétitions cyclistes à l'âge de quatorze ans, sous les couleurs d'un club de Neunkirchen. Il représente notamment son pays natal aux championnats d'Europe juniors de 2021,. 
En 2022, il intègre l'Union Raiffeisen Radteam Tirol, qui évolue au niveau continental. Avec cette formation, il devient double champion d'Autriche espoir, dans la course en ligne et la montagne (course de côte). Il rejoint ensuite l'équipe Tirol-KTM en 2023. Durant cette saison, il brille lors de la Carpathian Couriers Race en terminant troisième d'une étape et quatrième du classement général. 
En 2024, il est notamment troisième du Gran Premio Palio del Recioto et du championnat d'Autriche du contre-la-montre espoirs, cinquième du Tour de la Mirabelle ou encore neuvième du Giro del Belvedere. Il participe également au Tour des Alpes avec une sélection nationale autrichienne.

## Palmarès et résultats

### Palmarès par année
- 2022
  -  Champion d'Autriche sur route espoirs
  -  Champion d'Autriche de la montagne espoirs
  - 3e du championnat d'Autriche de la montagne
- 2024
  - 3e du Gran Premio Palio del Recioto
  - 3e du championnat d'Autriche du contre-la-montre espoirs
- 2025
  - 3e de la Boucle de l'Artois

### Classements mondiaux
| Année                                 | 2022  | 2023  | 2024 |
| ------------------------------------- | ----- | ----- | ---- |
| Classement mondial                    | 2511e | 1859e | 760e |
| UCI Europe Tour                       | 1535e | 1190e | nc   |
|                                       |       |       |      |
| Légende : nc = non classéSource : UCI |       |       |      |